# Хлопці з Джерсі
«Хлопці з Джерсі» (англ. «Jersey Boys») — американський музично-біоргафічний кінофільм 2014 року, знятий режисером Клінтом Іствудом.

## Сюжет
Фільм є біографією гурту «The Four Seasons». Він розповідає про їх розвиток, про пережиті особисті зіткнення та важкі часи, і остаточний тріумф групи друзів, чия музика стала символом цілого покоління.

## У ролях
- Джеймс Мадіо — Стош
- Крістофер Вокен — головна роль
- Біллі Гарделл — головна роль
- Майк Дойл — Боб
- Франческа Іствуд — роль другого плану
- Фрейя Тінглі — роль другого плану
- Кетрін Нардуччі — роль другого плану
- Вінсент П'ядза — Томмі Девіто
- Джон Ллойд Янг — Френк
- Шон Волен — роль другого плану
- Стів Ширріпа — роль другого плану
- Джеремі Люк — роль другого плану
- Арія Пуллмен — роль другого плану
- Баррі Лівінгстон — роль другого плану
- Александрія Совніс — роль другого плану
- Стів Монро — роль другого плану
- Ерік Берген — роль другого плану
- Кара Пасітто — роль другого плану
- Алексіс Краузе — роль другого плану
- Жаклін Мацарелла — роль другого плану
- Еріка Піччінінні — роль другого плану
- Скотт Рудольф — роль другого плану
- Філ Ебремс — роль другого плану
- Джо Говард — роль другого плану
- Еван Стренд — роль другого плану
- Бен Ройч — роль другого плану
- Білл Воттерсон — роль другого плану
- Меаган Голдер — роль другого плану
- Джоні Каннідзаро — роль другого плану
- Дерек Айслі — роль другого плану
- Александра Редді — роль другого плану
- Метт Нолан — роль другого плану
- Емілі Гермейн — роль другого плану
- Джаш Аллен — роль другого плану
- Кім Гейтвуд — роль другого плану
- Джон Гріффін — роль другого плану
- Пі Джей Охлан — роль другого плану
- Елізабет Гантер — роль другого плану
- Джейсон Ефтімоскі — роль другого плану
- Лейсі Ганнан — роль другого плану
- Тоні Аттелль — роль другого плану
- Ленс Патрік — роль другого плану

## Знімальна група
- Режисер — Клінт Іствуд
- Сценаристи — Маршалл Брікмен, Рік Еліс
- Оператор — Том Стерн
- Художник — Джеймс Дж. Муракамі
- Продюсери — Клінт Іствуд, Боб Гавдіо, Тім Гедінгтон, Грем Кінг, Роберт Лоренц, Тім Мур, Деніс О'Салліван, Бретт Ретнер